# 12118 Mirotsin
12118 Mirotsin este un asteroid din centura principală de asteroizi.

## Descriere
12118 Mirotsin este un asteroid din centura principală de asteroizi. A fost descoperit pe 13 iulie 1999 la Socorro, New Mexico, în cadrul proiectului LINEAR. Asteroidul prezintă o orbită caracterizată de o semiaxă mare de 2,28 ua, o excentricitate de 0,09 și o înclinație de 6,1° în raport cu ecliptica.